# Berjosowski (Kemerowo)
Berjosowski (russisch Берёзовский) ist eine Stadt in der Oblast Kemerowo (Russland) mit 47.279 Einwohnern (Stand 14. Oktober 2010).

## Geographie
Die Stadt liegt im nördlichen Teil des Kusbass, etwa 35 km nordöstlich der Oblasthauptstadt Kemerowo. Das Klima ist kontinental.
Berjosowski bildet einen eigenständigen Stadtkreis, der vom Territorium des Rajons Kemerowo umgeben ist. Neben der eigentlichen Stadt mit ihren jeweils etwa 5 km entfernten Stadtteilen Kurganowka (Кургановка) und Oktjabrski (Октябрьский) gehören zwei Dörfer mit zusammen 2.231 Einwohnern zum Stadtkreis. Die Gesamtbevölkerungszahl des Stadtkreises Berjosowski beträgt somit 49.510.
Berjosowski liegt an der Eisenbahnstrecke Kemerowo – Barsas – Anschero-Sudschensk. Die Stationen heißen Saboischtschik (Забойщик, nahe Kurganowka) und Birjulinskaja (Бирюлинская, nahe Oktjabrski).

## Geschichte
Berjosowski (von russisch берёза/berjosa für Birke) entstand ab 1949 als Bergarbeitersiedlung für das neue gleichnamige Steinkohlenbergwerk und erhielt 1956 den Status einer Siedlung städtischen Typs. Am 11. Januar 1965 wurde sie mit den nahe gelegenen, ebenfalls um Steinkohleschächte entstandenen Siedlungen Kurganowka und Oktjabrski (Siedlungen städtischen Typs seit 1944 beziehungsweise 1964) vereinigt und erhielt die Stadtrechte.

### Bevölkerungsentwicklung
| Jahr | Einwohner | Bemerkung         |
| ---- | --------- | ----------------- |
| 1959 | 8.729     | Kurganowka 13.551 |
| 1970 | 34.812    |                   |
| 1979 | 41.433    |                   |
| 1989 | 51.250    |                   |
| 2002 | 48.299    |                   |
| 2010 | 47.279    |                   |

Anmerkung: Volkszählungsdaten

## Kultur, Bildung und Sehenswürdigkeiten
Seit 1984 existiert in der Stadt ein Heimatmuseum mit dem Schwerpunkt (Militär-)Geschichte.

## Wirtschaft
Bestimmender Industriezweig ist der Steinkohlenbergbau mit den Schächten Perwomaiskaja (Первомайская) und Berjosowskaja (Берёзовская) sowie dem Tagebau Tschernigowez (Черниговец, einem der größten in Russland, westlich der Stadt).
In der Umgebung gibt es auch Vorkommen von Eisenerz, Gold und Baustoffen, die teilweise ausgebeutet werden. Forstwirtschaft und Holzverarbeitung spielen eine untergeordnete Rolle.